# Кульмбах (район)
Кульмбах (нім. Kulmbach) — район у Німеччині, у складі округу Верхня Франконія федеральної землі Баварія. Адміністративний центр — місто Кульмбах.

## Населення
Населення району становить 71 428 осіб (станом на 31 грудня 2020).

## Адміністративний поділ
Район складається з 3 міст (нім. Städte), 10 торговельних громад (нім. Märkte) та 9 громад (нім. Gemeinden):
| Міста 1. Кульмбах (25781) 2. Купферберг (1067) 3. Штадтштайнах (3113) Торговельні громади 1. Вірсберг (1818) 2. Вонзес (1175) 3. Графенгегайг (865) 4. Казендорф (2439) 5. Людвігшоргаст (979) 6. Майнлойс (6450) 7. Марктлойгаст (3134) 8. Марктшоргаст (1380) 9. Прессек (1727) 10. Турнау (4054) | Громади 1. Гарсдорф (957) 2. Гіммелькрон (3489) 3. Гуттенберг (464) 4. Кедніц (1526) 5. Ноєнмаркт (2933) 6. Нойдроссенфельд (3738) 7. Ругендорф (958) 8. Требгаст (1575) 9. Унтерштайнах (1806) Об'єднання громад 1. Казендорф (торговельні громади Казендорф та Вонзес) 2. Марктлойгаст (торговельні громади Графенгегайг та Марктлойгаст) 3. Штадтштайнах (місто Штадтштайнах та громада Ругендорф) 4. Требгаст (громади Гарсдорф, Кедніц та Требгаст) 5. Унтерштайнах (місто Купферберг, торговельна громада Людвігшоргаст, громади Гуттенберг та Унтерштайнах) |

Дані про населення наведені станом на 31 грудня 2020.